# Oleśnica Mała (gromada)
Oleśnica Mała (do 31 XII 1959 Częstocice) – dawna gromada, czyli najmniejsza jednostka podziału terytorialnego Polskiej Rzeczypospolitej Ludowej w latach 1954–1972.
Gromady, z gromadzkimi radami narodowymi (GRN) jako organami władzy najniższego stopnia na wsi, funkcjonowały od reformy reorganizującej administrację wiejską przeprowadzonej jesienią 1954 do momentu ich zniesienia z dniem 1 stycznia 1973, tym samym wypierając organizację gminną w latach 1954–1972.
Gromadę Oleśnica Mała z siedzibą GRN w Oleśnicy Małej utworzono – jako jedną z 8759 gromad na obszarze Polski – w powiecie oławskim w woj. wrocławskim, na mocy uchwały nr 24/54 WRN we Wrocławiu z dnia 2 października 1954. W skład jednostki weszły obszary dotychczasowych gromad Oleśnica Mała, Kalinowa, Częstocice, Miechowice Oławskie i Bryłówek ze zniesionej gminy Oleśnica Mała w tymże powiecie. Dla gromady ustalono 11 członków gromadzkiej rady narodowej.
1 stycznia 1960 do gromady Oleśnica Mała włączono obszar zniesionej gromady Owczary w tymże powiecie, po czym gromadę Oleśnica Mała zniesiono, przenosząc siedzibę GRN z Oleśnicy Małej do Częstocic i zmieniając nazwę jednostki na gromada Częstocice.